# طالي بلوسكوف
طالي بلوسكوف (بالعبرية: טלי פלוסקוב، من مواليد 30 يوليو 1962) سياسية إسرائيلية تشغل حاليا منصب عضوة في الكنيست في حزب كولانو.